# Rocky Top (Tennessee)
Rocky Top (dawniej Lake City) – miasto w Stanach Zjednoczonych, w stanie Tennessee, w hrabstwie Anderson.